# Боура (Сучава)
Боура (рум. Boura) насеље је у Румунији у округу Сучава у општини Форашти. Oпштина се налази на надморској висини од 281 m.

## Становништво
Према подацима из 2002. године у насељу је живело 590 становника.

### Попис2002.
| Расподела становништва по националности 2002.‍ | Расподела становништва по националности 2002.‍ | Расподела становништва по националности 2002.‍ | Расподела становништва по националности 2002.‍ | Расподела становништва по националности 2002.‍ |
| --------------------------------------------- | --------------------------------------------- | --------------------------------------------- | --------------------------------------------- | --------------------------------------------- |
|                                               |                                               |                                               |                                               |                                               |
| Румуни                                        | Румуни                                        |                                               | 419                                           | 71,0%                                         |
| Роми                                          | Роми                                          |                                               | 53                                            | 9,0%                                          |
| Руси                                          | Руси                                          |                                               | 118                                           | 20,0%                                         |